# Emil Rosenborg
Nils Emil Rosenborg, född den 12 augusti 1889 i Everöds församling, Kristianstads län, död den 14 februari 1963 i Sölvesborg, var en svensk tidningsman. Han var far till Gunnar Rosenborg.
Rosenborg avlade mogenhetsexamen i Kristianstad 1908. Han var redaktör av Bärgslagens Nyheter i Filipstad 1919–1921, av Norrbottens-Tidningen i Luleå 1921–1926 och av Sölvesborgs-Tidningen från 1927. Han publicerade Om dessa murar kunde tala (festspel vid Sölvesborgs 500-årsjubileum 1945). Rosenborg blev riddare av Vasaorden 1945. Han vilar på Sankt Olofs södra kyrkogård.